# جنگل‌آشیان
هیلونوموس (نام علمی: Hylonomus) نام یک سرده از هوخزندگان است.این موجود اولین موجود کاملا خشکی زی است